# Броніслав Абрамович
Броніслав Абрамович (22 грудня 1837, с. Залухів — 17 липня 1912, м. Краків, нині Польща) — польський художник.
В 1858—1861 роках навчався у Варшавській Мистецькій Школі, продовжив навчання у академіях мистецтв міст Мюнхен і Відень, закінчив його у класі Яна Матейка (Краківська Художня Академія).
У 1863 був учасником Січневого Повстання (ад'ютант генерала Маріана Лангєвіча).